# Humphrey Lamur
Humphrey Lamur (Paramaribo, 28 september 1933) is een uit Suriname afkomstige socioloog en cultureel-antropoloog en emeritus hoogleraar aan de Universiteit van Amsterdam.

## Biografie
Lamur, die na de Tweede Wereldoorlog als tiener van Suriname naar Nederland verhuisde voor scholing, promoveerde in 1973 met een proefschrift over de demografie van Suriname tussen 1920 en 1970. In de jaren zeventig was hij een van de eerste onderzoekers die zich uitvoerig verdiepte in het onderwerp slavernij. Hij deed onder meer onderzoek naar de geschiedenis van plantage Vossenburg in Commewijne. 1985 verscheen zijn boek De kerstening van de slaven van de Surinaamse plantage Vossenburg, 1847-1878 (Universiteit van Amsterdam).
In 1972 werd Lamur wetenschappelijk hoofdmedewerker aan de Universiteit van Amsterdam en uiteindelijk, van 1984 tot 1998, hoogleraar culturele antropologie. Na zijn emeritaat werkte hij aan een boek over de 35.000 tot slaaf gemaakten die bij de afschaffing van de slavernij in 1863 in Suriname leefden. Het boek werd in 2004 gepubliceerd: Familienaam & Verwantschap van Geëmancipeerde Slaven in Suriname.
In 2018 ontving Lamur de Black Achievement Award voor de wetenschap, onder meer voor zijn onderzoek naar slavernij en voor het opbouwen van een historische database van Suriname.

## Appendix
- Gemeinsame Normdatei: 17063258X
- International Standard Name Identifier: 0000 0000 2045 0704
- Library of Congress Control Number: n80014891
- Nationale Bibliotheek van Israël: 987007431990405171
- Nederlandse Thesaurus van Auteursnamen: 068254547
- Système universitaire de documentation: 244862842
- Virtual International Authority File: 14899704
- WorldCat: E39PBJrC8t7KXf4WjrtWbyJ4bd